# ووادیسواف تاتارکیویچ
ووادیسواف تاتارکیویچ (لهستانی: Władysław Tatarkiewicz؛ ‏ تلفظ لهستانی: [vwaˈdɨswaf]) فیلسوف، مورخ فلسفه و هنر، زیبایی‌شناس و اخلاق‌شناس لهستانی بود.

## زندگینامه
تاتارکیویچ در ۳ آوریل ۱۸۸۶ در ورشو بدنیا آمد.او تحصیلات خود را در دانشگاه ورشو آغاز کرد.او بین سال های ۱۹۱۹ تا ۱۹۲۱در دانشگاه ویلنیوس تدریس می کرد.

## آثار
مهمترین اثر وی تاریخ زیباشناسی می باشد.